# Johanna Elberskirchen
Johanna Carolina Elberskirchen (Bonn, 11 de abril de 1864 – Rüdersdorf, 17 de mayo de 1943) fue una feminista y activista LGBT alemana. Publicó inicialmente bajo el seudónimo «Hans Carolan». Fue la activista femenina más importante del primer movimiento homosexual a principios del siglo XX.

## Vida
Su padre, Martin Elberskirchen, que era comerciante y su madre, Julia Elberskirchen, que era ama de casa, tuvieron en total cinco hijos, un chico, el mayor, y cuatro chicas, todas más jóvenes que Johanna. Trabajó inicialmente como contable en Rinteln (Alemania). Con 27 años decidió «romper las cadenas» (aus dieser Tretmühle [aussteigen]) y en 1891 se trasladó a Suiza para poder estudiar una carrera universitaria, lo que todavía estaba prohibido en Alemania. Primero estudió Medicina en Berna y más tarde Derecho en Zúrich.
Tras su vuelta, vivió inicialmente en Bonn y más tarde, de 1915 a 1919 en Berlín, donde trabajo de pediatra. En 1920 se trasladó a Rüdersdorf bei Berlin con su pareja, Hildegard Moniac (1891-1967). Allí abrió una consulta homeopática, que llevó hasta su muerte en 1943, a pesar de las dificultades que tuvo con el Gobierno nazi, que prohibió a Elberskirchen trabajar como médico y a Moniac trabajar de profesora. Sin embargo, consiguieron sobrevivir, probablemente gracias a una red de ayuda.

## Activismo
Elberskirchen publicó sobre muchos temas y estuvo envuelta en diversas luchas feministas: derecho al voto, educación específica, estudio universitario para las mujeres, violencia contra las niñas y las mujeres, maternidad y pediatría. También escribió sobre la reforma sexual y textos sexológicos en los que trató temas como el matrimonio, la prostitución, la heterosexualidad y la homosexualidad. Además de innumerables artículos periodísticos y de opinión, hacia 1933 había escrito por lo menos una docena de libros, inicialmente bajo el seudónimo «Hans Carolan», de los que se publicaron varias ediciones, además de un periódico y un calendario. En 1896 publicó Die Prostitution des Mannes («La prostitución del hombre»), en 1897 Socialdemokratie und sexuelle Anarchie («Socialdemocracia y anarquía») y en 1898 Das Weib, die Klerikalen und die Christsozialen («La mujer, los clérigos y los cristianosociales»).

Die Frauenbewegung muss alle Rechte für alle Frauen verlangen, sie ist eo ipso radikal oder sie ist es nicht!
El movimiento feminista debe exigir todos los derechos para las mujeres, ¡es eo ipso radical o no es!
Johanna Elberskirchen

Desde 1914 fue una de las pocas mujeres que participaban en el Comité científico humanitario de Magnus Hirschfeld (1868-1935). 

Man gebe dem Homosexualen, was ihm gehört: seinen vollen Menschheitsrang.
Désele al homosexual lo que le pertenece: su plena condición de ser humano.
Johanna Elberskirchen

También expuso sus ideas en la Liga mundial por la reforma sexual a finales de la década de 1920, participando en los congresos de Copenhague, Londres y Viena. Siendo feminista radical activa, representaba un puente entre el primer movimiento feminista y el movimiento homosexual. En 1904 publicó su primer libro sobre el tema, Die Liebe des dritten Geschlechts. Homosexualität, eine bisexuelle Varietät – keine Entartung, keine Schuld («El amor del tercer sexo. Homosexualidad, una variedad bisexual — ninguna degeneración, ninguna culpa.»), que escribió junto con Moniac.
También perteneció al Partido Socialdemócrata de Alemania y colaboró en Bonn con el partido en temas sobre la protección en el trabajo y la educación de la juventud proletaria. Pero sobre todo su voz se hacía oír en las reuniones del partido en los temas que afectaban a las mujeres. Fue expulsada del partido más tarde por haberse inscrito en una asociación que luchaba a favor del voto femenino.

Die Socialdemokratie bilde sich nicht ein, dass die Überwindung des ökonomischen Kapitalismus die Menschheit von allem Übel erlöst. (...) Die tiefsten Wurzeln liegen im Sexus. Der ökonomische Kapitalismus hat den sexuellen Kapitalismus gefördert und unterstützt.
La socialdemocracia se cree que la superación del capitalismo económico liberará a la humanidad de todos los males. [...] Las raíces más profundas están en el sexo. El capitalismo económico ha alentado y apoyado el capitalismo sexual.
Johanna Elberskirchen

A pesar de que el concepto de «higiene de raza» de los nazis le era extraño, si estaba a favor de la eugenesia, tan de boga en la época.

## Obra
- «Die Prostitution des Mannes. Auch eine Bergpredigt – Auch eine Frauenlektüre», Zürich: Verlags-Magazin: J. Schabelitz 1896
- Socialdemokratie und sexuelle Anarchie, Zürich: Verlags-Magazin: J. Schabelitz 1897
- Das Weib, die Klerikalen und die Christlichsocialen, Schabelitz, Zürich 1898
- Feminismus und Wissenschaft , Magazin-Verlag, Leipzig-Rednitz 1903, 2. Aufl.
- «Die Liebe des dritten Geschlechts. Homosexualität, eine bisexuelle Varietät keine Entartung – keine Schuld», Leipzig: Verlag von Max Spohr 1904
- «Die da am Manne leiden …» IV. Stück. Παντα ρει, Berlín: Magazin-Verlag: o.J., 3 edición [1905?]
- «Was hat der Mann aus Weib, Kind und sich gemacht? Revolution und Erlösung des Weibes. Eine Abrechnung mit dem Mann – Ein Wegweiser in die Zukunft!» o.O. Magazin-Verlag, o.J., 2 edición [3 en 1904 (?)]
- Geschlechtsleben und Geschlechtsenthaltsamkeit des Weibes, Seitz u. Schauer, München 1905
- Die Mutterschaft in ihrer Bedeutung für die national-soziale Wohlfahrt, Seitz u. Schauer, München 1905
- «Kinderheil. Zeitschrift für Mütter zur leiblichen und geistigen Gesundung und Gesunderhaltung der Kinder», München: Seitz & Schauer 1905-1907, junto con Max Below.
- Die Mutter als Kinderärztin, Seitz u. Schauer, München 1907, junto con Anna Eysoldt.